# Warreopsis pardina
Warreopsis pardina är en orkidéart som först beskrevs av Heinrich Gustav Reichenbach, och fick sitt nu gällande namn av Leslie Andrew Garay. Warreopsis pardina ingår i släktet Warreopsis och familjen orkidéer. Inga underarter finns listade i Catalogue of Life.